# 분서갱유
분서갱유(焚書坑儒: BC 213~206?, 영어: burning of books and burying of scholars, burning the books and executing the ru scholars) 또는 진화(秦火)는 진나라 시황제가 사상통제 정책의 일환으로 농서 등을 제외한 각종 서적들을 불태우고 수백명의 유생을 생매장한 사건이다. 언론이나 문화에 대한 탄압의 상징이기도 하다. 당시 불태운 서적들은 현대와는 달리 대나무로 만든 기록수단인 죽간을 말한다.

## 분서와 갱유

### 분서
진나라는 군현제를 채용했으나 유학자 가운데는 주나라의 봉건제도를 찬미하고 황제의 정치를 비방하는 자가 있었다. 황제는 이설(異說)을 탄압하기 위하여 기원전 213년 박사관(博士官) 소장의 서적과 의(醫) · 약(藥) · 복서(卜筮) · 농업 서적 이외의 민간 소장의 서적들을 모두 불태웠다.

### 갱유
분서가 있은 다음 해에는 진나라의 정치를 비판한 유학자 460여 명을 구덩이에 묻었다고 하는데, 이설(異說)이 많아 후세 유학자가 꾸며낸 것으로 추측되기도 한다. 《사기》의 기록을 보면 유생인 후생과 노생이 진시황의 잔혹한 통치를 비판하자 진시황이 대노하여 혹세무민한다며 유학자들을 함양에 생매장했다고 한다.

## 연구 및 평가
후난성(湖南省)의 장사마왕퇴(長沙馬王堆) 3호묘(三號墓)에서 백서(帛書)인 《노자(老子)》, 《전국책(戰國策)》 외에 천문(天文), 역법(曆法), 오행(五行), 잡점(雜占) 관계의 다수의 서적이 발견되고, 또한 산둥성(山東省) 린이현(臨沂懸) 인차오산(銀雀山)에서 죽간(竹簡)인 《손자병법(孫子兵法)》, 《손빈병법(孫子兵法)》 등의 병법서가 발견되었다. 모두 한(漢)의 문제(文帝)로부터 무제(武帝) 초년까지의 것인데, 이와 같은 서적이 정리되어 남아 있어, 분서(焚書)가 엄중히 실행되었는지에 대한 의문이 제기되기도 하였다. 다만, 이러한 서적 중에 유교 관계의 서적이 거의 보이지 않아 유가에 대한 탄압이 특히 철저했다는 것만은 추측되었다.
한나라 무제(武帝) 때 공자의 옛 집의 담을 수리하던 중 노(魯)나라 문자로 쓰인 위서(僞書)라고 평가되기도 하는 경전들이 발견되었는데, 이 문서들은 당시 한나라 때에 문서들과 차이가 있었고, 그런 면에서는 진시황이 일으킨 분서 사건은 2000년 간 논쟁을 낳았음직 하다.
진시황 사후에 진나라 수도였던 함양에 처들어온 항우는 함양에서 서적들을 불태운다.
미국의 생리학자이자 인류학자인 재러드 다이아몬드는 분서갱유가 중국티베트어족의 언어들이 빨리 전파되고, 몽몐어족 등 다른 어족들이 분산되는 결과를 가져왔다고 평가했다.

## 같이 보기
- 문화대혁명
- 대자보
- 트로츠키주의
- 정풍운동
- 반우파운동
- 부르주아
- 인민재판
- 반달리즘
- 폐불훼석
- 탈레반
- 1976년 톈안먼 사건
- 사인방
- 마녀사냥
- 린뱌오
- 중앙문화혁명소조
- 광시 대학살
- 붉은 8월